# Microtus pennsylvanicus
Microtus pennsylvanicus es una especie de roedor de la familia Cricetidae.

## Distribución geográfica
Se encuentra en Norteamérica. 